# Auguste Mulac
Auguste Mulac, né le 10 mars 1847 à Cuillé (Mayenne) et mort le 15 novembre 1928 à Saint-Cybard (Charente), est un homme politique français.

## Biographie
Journaliste, il est rédacteur en chef du journal La Charente de 1879 à 1885. Il entre en politique et devient conseiller général et maire d'Angoulême de 1894 à 1896 puis de 1900 à 1919. Il est également président de la caisse régionale du crédit agricole.
Il est député de la Charente de 1901 à 1910 et sénateur de la Charente de 1912 à 1928. Il siège sur les bancs radicaux. Il s'investit beaucoup sur les contributions indirectes, dont il devient l'un des spécialistes au Sénat.

## Sources
- « Auguste Mulac », dans le Dictionnaire des parlementaires français (1889-1940), sous la direction de Jean Jolly, PUF, 1960 [détail de l’édition]